# الانتخابات الجهوية الفرنسية 2015
الانتخابات الجهوية الفرنسية 2015 (بالفرنسية: Élections régionales françaises de 2015)‏ هي انتخابات جهوية في مناطق فرنسا ستقام في فرنسا على دورتين في 6 و13 ديسمبر 2015، وذلك لانتخاب 14 مجلسا جهويا ورؤسائهم في فرنسا الوطن الأم وفي مقاطعات وأقاليم ما وراء البحار الفرنسية، إلى جانب مجلس كورسيكا ومجلس غويانا ومجلس المارتينيك، وذلك لمدة 6 سنوات. فقط مجلس المايوت الاقليمي الذي لديه نفس صلاحيات ومهام المناطق الذي انتخب في 2 أبريل 2015 لن يشارك في هذه الانتخابات.

هذه أول انتخابات بعد التقسيم الجديد الخاص بمناطق فرنسا التي هي أعلى تقسيم إداري في البلاد. ومرور عدد مناطق فرنسا من 27 إلى 18 منطقة، منهم 13 في فرنسا الوطن الأم. في هذه الانتخابات سيتم انتخاب 17 فقط، و1 وقع انتخابه في وقت سابق.

النتائج النهائية للدورة الأولى في فرنسا الوطن الأم، لم تفرز عن أي فائز في أي منطقة من الدورة الأولى، ولذلك ستقام دورة ثانية في كل المناطق. لكن أسفرت النتائج عن تقدم تاريخي ولأول مرة لحزب الجبهة الوطنية (يميني متطرف) إذ جاء في المركز الأول في 6 مناطق من مجموع 13، وجاء في المركز الأول في 4 مناطق أخرى تحالف لأحزاب اليمين والوسط أهمهم حزب الجمهوريون واتحاد الديمقراطيين والمستقلين والحركة الديمقراطية، بينما شهد الحزب الاشتراكي الحاكم تراجعا كبيرا مع حلفاؤه الحزب الشيوعي الفرنسي وحزب اليسار الراديكالي، حيث كان يدير 21 منطقة فرنسية من جملة 22، ولكن في هذه الانتخابات تحصل المركز الأول في منطقتين فقط من جملة 13.

قرر أغلب الأحزاب الفرنسية قطع الطريق على حزب الجبهة الوطنية اليميني المتطرف في الدورة الثانية، إذ دعى الحزب الاشتراكي الحاكم وحلفاؤه التصويت لمرشحي حزب الجمهوريون اليميني في حالة حلول الحزب الاشتراكي في المناطق التي حل فيها ثالثا.

في مقاطعات وأقاليم ما وراء البحار الفرنسية الأربعة التي جرت فيها الانتخابات، لم تفرز النتائج عن أي فائز في أي منطقة من الدورة الأولى، ولكن جاء في المركز الأول في 3 مناطق مترشحين عن أحزاب يسارية مختلفة، وجاء في منطقة واحدة مرشح عن الجمهوريون واتحاد الديمقراطيين والمستقلين من اليمين والوسط.

في الدورة الثانية، خسرت الجبهة الوطنية كل المناطق، وفاز الجمهوريون (مع UDI وMODEM) ب7 مناطق، وذهبت 5 مناطق إلى الحزب الاشتراكي (مع PCF وPRG وEELV)، بينما ذهبت كورسيكا إلى القوميين.

## النتائج

### العامة

#### الدورة الأولى

نتائج الدورة الأولى في المناطق ال13.

النتائج النهائية للدورة الأولى في فرنسا الوطن الأم، لم تفرز عن أي فائز في أي منطقة من الدورة الأولى، ولذلك ستقام دورة ثانية في كل المناطق. لكن أسفرت النتائج عن تقدم تاريخي ولأول مرة لحزب الجبهة الوطنية (يميني متطرف) إذ جاء في المركز الأول في 6 مناطق من مجموع 13، وجاء في المركز الأول في 4 مناطق أخرى تحالف لأحزاب اليمين والوسط أهمهم حزب الجمهوريون واتحاد الديمقراطيين والمستقلين والحركة الديمقراطية، بينما شهد الحزب الاشتراكي الحاكم تراجعا كبيرا مع حلفاؤه الحزب الشيوعي الفرنسي وحزب اليسار الراديكالي، حيث كان يدير 21 منطقة فرنسية من جملة 22، ولكن في هذه الانتخابات تحصل المركز الأول في منطقتين فقط من جملة 13.

قرر أغلب الأحزاب الفرنسية قطع الطريق على حزب الجبهة الوطنية اليميني المتطرف في الدورة الثانية، إذ دعى الحزب الاشتراكي الحاكم وحلفاؤه التصويت لمرشحي حزب الجمهوريون اليميني في حالة حلول الحزب الاشتراكي في المناطق التي حل فيها ثالثا.

في مقاطعات وأقاليم ما وراء البحار الفرنسية الأربعة التي جرت فيها الانتخابات، لم تفرز النتائج عن أي فائز في أي منطقة من الدورة الأولى، ولكن جاء في المركز الأول في 3 مناطق مترشحين عن أحزاب يسارية مختلفة، وجاء في منطقة واحدة مرشح عن الجمهوريون واتحاد الديمقراطيين والمستقلين من اليمين والوسط.
ملاحظة: يوجد أسفله النتائج حسب التوجه السياسي (يسار، يمين، أقصى اليمين)، وهذا بسبب التحالفات بين عدة أحزاب. وهذا لا يعني أن اليسار قد فاز في الانتخابات في الدورة الأولى، لأن قائمة أكبر تحالف من أحزاب اليسار تحصلت على 23.12% من الأصوات. الترتيب الصحيح للأحزاب هو: الجبهة الوطنية ب27.73%، ثم اتحاد اليمين ب26.65%، ثم اتحاد اليسار ب23.12%. يذكر أن الجبهة الوطنية هي حزب واحد، وكل من اتحاد اليمين واتحاد اليسار هما تحالف لعدة أحزاب.
| الحزب أو التحالف     | الحزب أو التحالف                                                                   | الأصوات    | النسبة |
| -------------------- | ---------------------------------------------------------------------------------- | ---------- | ------ |
|                      | تحالف اتحاد اليسار (الحزب الاشتراكي، حزب اليسار الراديكالي، الحزب الشيوعي)         | 723 019 5  | 23.12% |
|                      | أوروبا الإيكولوجية الخضر                                                           | 468 832    | 3.83%  |
|                      | أوروبا الإيكولوجية الخضر واليسار                                                   | 758 607    | 2.80%  |
|                      | جبهة اليسار                                                                        | 409 541    | 2.49%  |
|                      | مختلف اليسار                                                                       | 517 401    | 1.85%  |
|                      | الحزب الشيوعي الفرنسي                                                              | 390 337    | 1.55%  |
|                      | الحزب الاشتراكي                                                                    | 070 62     | 0.29%  |
|                      | حزب اليسار الراديكالي                                                              | 227 4      | 0.02%  |
| مجموع اليسار         | مجموع اليسار                                                                       | 562 806 7  | 35.96% |
|                      |                                                                                    |            |        |
|                      | تحالف اتحاد اليمين (الجمهوريون، الحركة الديمقراطية، اتحاد الديمقراطيين والمستقلين) | 073 785 5  | 26.65% |
|                      | إنهضوا فرنسا                                                                       | 262 827    | 3.81%  |
|                      | مختلف اليمين                                                                       | 836 142    | 0.66%  |
|                      | الحركة الديمقراطية                                                                 | 450 85     | 0.39%  |
|                      | الجمهوريون                                                                         | 346 42     | 0.20%  |
|                      | اتحاد الديمقراطيين والمستقلين                                                      | 818 1      | 0.01%  |
| مجموع اليمين         | مجموع اليمين                                                                       | 785 884 6  | 31.72% |
|                      |                                                                                    |            |        |
|                      | الجبهة الوطنية                                                                     | 672 018 6  | 27.73% |
|                      | يمين متطرف                                                                         | 061 34     | 0.16%  |
| مجموع اليمين المتطرف | مجموع اليمين المتطرف                                                               | 733 052 6  | 27.89  |
|                      |                                                                                    |            |        |
|                      | أقصى اليسار                                                                        | 096 334    | 1.54%  |
|                      | الجهويين                                                                           | 417 273    | 1.26%  |
|                      | مختلفين                                                                            | 306 226    | 1.04%  |
|                      | إيكولوجيين                                                                         | 451 127    | 0.59%  |
|                      |                                                                                    |            |        |
| المسجلين             | المسجلين                                                                           | 641 298 45 | 100%   |
| الممتنعين عن التصويت | الممتنعين عن التصويت                                                               | 039 689 22 | 50.09% |
| المصوتين             | المصوتين                                                                           | 602 609 22 | 49.91% |
| أصوات بيضاء          | أصوات بيضاء                                                                        | 264 542    | 2.40%  |
| أصوات تالفة          | أصوات تالفة                                                                        | 307 359    | 1.59%  |
| الأصوات الصحيحة      | الأصوات الصحيحة                                                                    | 031 708 21 | 96.01% |

#### الدورة الثانية

نتائج الدورة الثانية في المناطق ال13.

| الحزب أو التحالف     | الحزب أو التحالف                                                                                                  | الأصوات    | النسبة | المقاعد الجهوية |
| -------------------- | --- | ---------- | ------ | --------------- |
|                      | تحالف اتحاد اليمين (الجمهوريون، الحركة الديمقراطية، اتحاد الديمقراطيين والمستقلين)                                | 615 127 10 | 40.24% | 818             |
| مجموع اليمين         | مجموع اليمين | 615 127 10 | 40.24% | 818             |
|                      | |            |        |                 |
|                      | تحالف اتحاد اليسار (الحزب الاشتراكي، حزب اليسار الراديكالي، الحزب الشيوعي، أوروبا الإيكولوجية الخضر، جبهة اليسار) | 740 263 7  | 28.86% | 520             |
|                      | مختلف اليسار | 295 746    | 2.97%  | 144             |
|                      | الحزب الاشتراكي                                                                                                   | 811 72     | 0.29%  | 13              |
| مجموع اليسار         | مجموع اليسار | 846 082 8  | 32.12% | 677             |
|                      | |            |        |                 |
|                      | الجبهة الوطنية | 431 820 6  | 27.10% | 358             |
|                      | |            |        |                 |
|                      | الجهويين | 381 136    | 0.54%  | 57              |
|                      | |            |        |                 |
| المسجلين             | المسجلين | 834 293 45 | 100%   |                 |
| الممتنعين عن التصويت | الممتنعين عن التصويت                                                                                              | 763 838 18 | 41.59% |                 |
| المصوتين             | المصوتين | 071 455 26 | 58.41% |                 |
| أصوات بيضاء          | أصوات بيضاء | 000 740    | 2.79%  |                 |
| أصوات تالفة          | أصوات تالفة | 798 547    | 2.07%  |                 |
| الأصوات الصحيحة      | الأصوات الصحيحة                                                                                                   | 273 167 25 | 95.13% |                 |

### حسب المنطقة

الانتماء الحزبي لرؤساء المجالس الجهوية قبل الانتخابات.

الانتماء الحزبي لرؤساء المجالس الجهوية بعد الانتخابات.

| المنطقة             | المنطقة             | الرئيس المنتهية ولايته | الحزب | الحزب | المنطقة                    | المنطقة                    | الرئيس المنتخب   | الحزب | الحزب                           |
| ------------------- | ------------------- | ---------------------- | ----- | ----- | -------------------------- | -------------------------- | ---------------- | ----- | ------------------------------- |
| ألزاس               | ألزاس               | فيليب ريشار            |       | LR    | غراند إيست                 | غراند إيست                 | فيليب ريشار      |       | الجمهوريون                      |
| شامبان - أردان      | شامبان - أردان      | جان بول باشي           |       | DVG   | غراند إيست                 | غراند إيست                 | فيليب ريشار      |       | الجمهوريون                      |
| لورين               | لورين               | جان بيار ماسريه        |       | PS    | غراند إيست                 | غراند إيست                 | فيليب ريشار      |       | الجمهوريون                      |
| آكيتين              | آكيتين              | ألان روسيه             |       | PS    | آكيتين-ليموزان-بواتو شارنت | آكيتين-ليموزان-بواتو شارنت | ألان روسيه       |       | الحزب الاشتراكي                 |
| ليموزان             | ليموزان             | جيرار فاندنبروك        |       | PS    | آكيتين-ليموزان-بواتو شارنت | آكيتين-ليموزان-بواتو شارنت | ألان روسيه       |       | الحزب الاشتراكي                 |
| بواتو شارنت         | بواتو شارنت         | جان فرانسوا ماكار      |       | PS    | آكيتين-ليموزان-بواتو شارنت | آكيتين-ليموزان-بواتو شارنت | ألان روسيه       |       | الحزب الاشتراكي                 |
| أوفرن               | أوفرن               | رونيه سوشون            |       | PS    | أوفرن-رون ألب              | أوفرن-رون ألب              | لورون فوكييه     |       | الجمهوريون                      |
| رون ألب             | رون ألب             | جان جاك كيران          |       | PS    | أوفرن-رون ألب              | أوفرن-رون ألب              | لورون فوكييه     |       | الجمهوريون                      |
| بورغندي             | بورغندي             | فرانسوا باتريا         |       | PS    | بورغوني-فرانش كونته        | بورغوني-فرانش كونته        | ماري غيت دوفيه   |       | الحزب الاشتراكي                 |
| فرانش كونته         | فرانش كونته         | ماري غيت دوفيه         |       | PS    | بورغوني-فرانش كونته        | بورغوني-فرانش كونته        | ماري غيت دوفيه   |       | الحزب الاشتراكي                 |
| بريتاني             | بريتاني             | باتريك ماسيو           |       | PS    | بريتاني                    | بريتاني                    | جان إيف لو دريان |       | الحزب الاشتراكي                 |
| سانتر-فال دو لوار   | سانتر-فال دو لوار   | فرانسوا بونو           |       | PS    | سانتر-فال دو لوار          | سانتر-فال دو لوار          | فرانسوا بونو     |       | الحزب الاشتراكي                 |
| كورسيكا             | المجلس              | دومينيك بوتشيني        |       | PCF   | كورسيكا                    | المجلس                     | جان غي تالاموني  |       | كورسيكا الحرة                   |
| كورسيكا             | المجلس التنفيذي     | بول جياكوبي            |       | DVG   | كورسيكا                    | المجلس التنفيذي            | جيل سيميوني      |       | لنقوم بكورسيكا                  |
| غويانا              | المجلس الجهوي       | رودولف ألكسندر         |       | DVG   | غويانا                     | المجلس                     | رودولف ألكسندر   |       | مخلتف اليسار                    |
| غويانا              | المجلس العام        | ألان تيان ليون         |       | MDES  | غويانا                     | المجلس                     | رودولف ألكسندر   |       | مخلتف اليسار                    |
| غوادلوب             | غوادلوب             | فيكتوران لورال         |       | PS    | غوادلوب                    | غوادلوب                    | آري شالو         |       | مخلتف اليسار                    |
| إيل دو فرانس        | إيل دو فرانس        | جان بول إوشون          |       | PS    | إيل دو فرانس               | إيل دو فرانس               | فاليري بيكراس    |       | الجمهوريون                      |
| لنكدوك روسيون       | لنكدوك روسيون       | داميان ألاري           |       | PS    | لنكدوك روسيون-ميدي بيرينه  | لنكدوك روسيون-ميدي بيرينه  | كارول دلغا       |       | الحزب الاشتراكي                 |
| ميدي بيرينه         | ميدي بيرينه         | مارتان مالفي           |       | PS    | لنكدوك روسيون-ميدي بيرينه  | لنكدوك روسيون-ميدي بيرينه  | كارول دلغا       |       | الحزب الاشتراكي                 |
| لا ريونيون          | لا ريونيون          | ديديه روبار            |       | LR    | لا ريونيون                 | لا ريونيون                 | ديديه روبار      |       | الجمهوريون                      |
| مارتينيك            | المجلس الجهوي       | سيرج لوتشيمي           |       | PPM   | مارتينيك                   | المجلس الجهوي              | كلود ليز         |       | التجمع الديمقراطي المارتينيكي   |
| مارتينيك            | المجلس العام        | جوزيت مانان            |       | BPM   | مارتينيك                   | المجلس العام               | ألفريد ماري جان  |       | الحركة الاستقلالية المارتينيكية |
| نور با دو كاليه     | نور با دو كاليه     | دانيال بارشورون        |       | PS    | نور با دو كاليه-بيكاردي    | نور با دو كاليه-بيكاردي    | كزافييه برتران   |       | الجمهوريون                      |
| بيكاردي             | بيكاردي             | كلود جوار              |       | PS    | نور با دو كاليه-بيكاردي    | نور با دو كاليه-بيكاردي    | كزافييه برتران   |       | الجمهوريون                      |
| باس نورماندي        | باس نورماندي        | لورون بوفيه            |       | PS    | نورماندي                   | نورماندي                   | إرفيه موران      |       | اتحاد الديمقراطيين والمستقلين   |
| نورماندي العليا     | نورماندي العليا     | نيكولا ماير روسينيول   |       | PS    | نورماندي                   | نورماندي                   | إرفيه موران      |       | اتحاد الديمقراطيين والمستقلين   |
| بايي دو لا لوار     | بايي دو لا لوار     | جاك أوكسيات            |       | PS    | بايي دو لا لوار            | بايي دو لا لوار            | برونو روتايو     |       | الجمهوريون                      |
| إقليم ألب كوت دازور | إقليم ألب كوت دازور | ميشال فوزال            |       | PS    | إقليم ألب كوت دازور        | إقليم ألب كوت دازور        | كريستيان إستروسي |       | الجمهوريون                      |

## مقالات ذات صلة
- مناطق فرنسا
- الانتخابات الجهوية في فرنسا
- مجلس جهوي (فرنسا)
- قائمة رؤساء المجالس الجهوية في فرنسا

## روابط خارجية
- صفحة الانتخابات على موقع وزارة الداخلية الفرنسية.